# 奥瓦诺克尔市镇
奥瓦诺克尔市镇（瑞典語：Ovanåkers kommun）是瑞典中东部耶夫勒堡省的一个市镇。其治所位于埃斯宾。